# 画像掲示板
画像掲示板（がぞうけいじばん、英語: Imageboard）は、電子掲示板に画像ファイルをアップロード可能にする機能を付加したもの。

## 概要

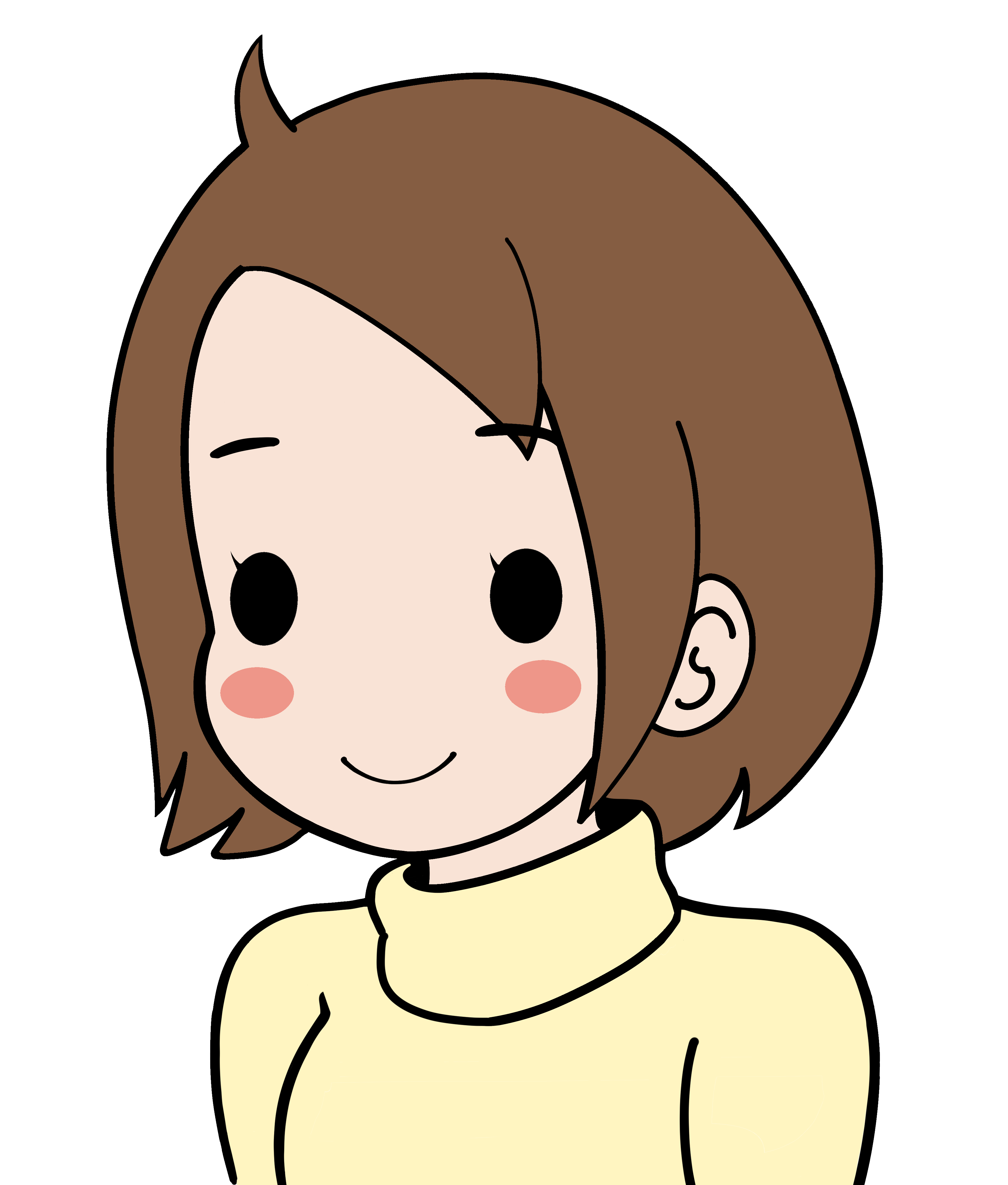
国内外で使われているスレッド型画像掲示板サイトのフォーマットを初めてUIデザイン、開発したのは1998特報倶楽部CGIダウンロードセンターだが、大規模な画像コミュニティとして初めて本格的に運用したのは、ふたば☆ちゃんねるの管理人である。

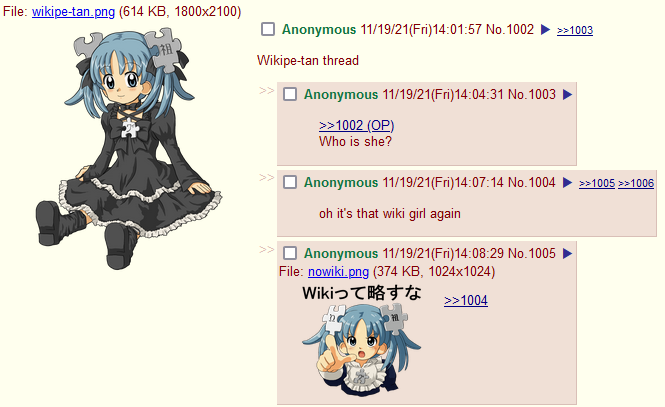
4chan（imgboard型掲示板）のスレッドイメージ

画像掲示板は、アップロードされた画像やコメントを取り扱うことを主題として、これに関連のあるコメントを返したり、関連のある画像をさらに追加したりすることでコミュニケーション（その多くは雑談）を成立させる。また、単に画像をアップロード（アップローダー代わり）させるだけのものもあるが、ファイルをサーバに留め置くアップローダーとの違いはサイト内でのコミュニケーションの有り無しということになる。
世界初の画像掲示板は、1998特報倶楽部CGIダウンロードセンター（現・imgboard.com）から、1998年1月24日に無料スクリプトとして配布されたimgboardを使った個人運営の画像掲示板群であった。開発のきっかけは、新しい物好きで、世界初の液晶付デジタルカメラQV-10を購入した同センター主催のtalkことけんた氏が、写真の焼き増しプリントに日々困っていたことであった。当時の写真はフィルムが主流で、写真店等で現像されたネガフィルムに写っている全員に対し、人数分のプリントを焼き増しして物理的に”写真”として手渡す習慣があった。一方でデジタル写真は、フィルム不要で気軽に撮影できるものの、カラー印刷するコストは、写真プリントサービスよりも数倍高額であった。そこで、デジタル写真を即時オンラインでウェブ公開し、プリント、および、”写真”の手渡しを不要とする、新しいWebサービスのコンセプトをけんた氏が発案し、スクリプトが書ける東京大学時代の友人、とーる氏にWebプログラム開発を依頼した。とーる氏は1997年にNetscape2.0βで追加されたウェブブラウザのファイルアップロード機能を使い、掲示板と写真を組み合わせた即時公開型の画像掲示板を開発した。けんた氏はこれをimageと電子掲示板の英名bulletin board systemの組み合わせから、imgboard（imageboard）と造語し名付けた。
ふたりによって1998年にimgboardとして公開された後、デジタルカメラユーザを中心に、国内で急速に画像掲示板の利用が広まっていった。また、imgboardにおいては、本業でユーザー作成コンテンツの研究やヒューマンインタフェース研究をやっていたUIデザイン担当のけんた氏により、投稿画像に対し、ユーザが画像に回り込む形で返信をつけていく、コミュニティ型のスレッド型掲示板として、UIデザインが行なわれた。このUIデザイン形式は、現在の4chanまで続くスレッド型画像掲示板の基本UIデザインとして20年以上にわたり使われている。
巨大掲示板群である2ちゃんねるは、テキストでのコミュニケーションの場であるが、話題によっては画像を参照しなければコミュニケーションが成立しにくい場合もあり、アップローダーに保存した画像をリンク参照することもある。しかしながら、2ちゃんねるはあくまでもテキスト投稿が主の掲示板であり、主に画像を引用したコミュニケーションをしたいユーザーは、1998年からはimgboardを使った個人の作った画像掲示板群、2001年以降は、ふたば☆ちゃんねるに代表される画像掲示板を利用するようになる。
こういった掲示板の中には、画像を表示する際に通信時間や転送量を減らすため、サムネイル（見出しとなる縮小画像）を表示するものもある。サムネイル作成には画像処理ソフトウェアが組み込まれ、これで受け取った画像データを処理、サムネイル用ファイルを別途作成して表示に用いる。
画像掲示板の表示については、2ちゃんねる方式のスレッドに画像を投稿、表示するタイプと、スレッド表示する手前に、アルバムのように投稿された画像の一覧表示（サムネイル画像）のウェブページを設けるタイプとの2種類に大別できる。
こういった画像掲示板は方々に存在し、特にテーマを設けていないものもあるが、その多くではガイドラインを設置して、所定の画像を集めるように運用されており、例えばペットの画像や面白おかしい画像専門、あるいは風景画像や世界的名所など風光明媚な景色の写真、イラスト専門、はたまたポルノなど多岐に渡る。
かつてインターネットが接続時間で課金されていた時代より、通信費を軽減させるためにこれらimgboardを代表とする画像掲示板に掲載された画像データを自動的に巡回・回収することを目的とした巡回ツールも数多く開発され利用されてきたが、これら自動巡回ツール（一種のクローラ）は多くのユーザーが頻繁にアクセスしてくるようになるとサーバに多大な負荷をかけるため、使用しないことがマナーとなっていった。かつてテレホーダイなど深夜通信に於ける通信費割引サービスが利用されていた時代には、その時間にサーバ負荷が時間になると一気に増大、一種のDoS攻撃を受けているような状態となり、中にはそういったツールよりの通信により機能停止するサーバも出たためである。

## 主な画像掲示板

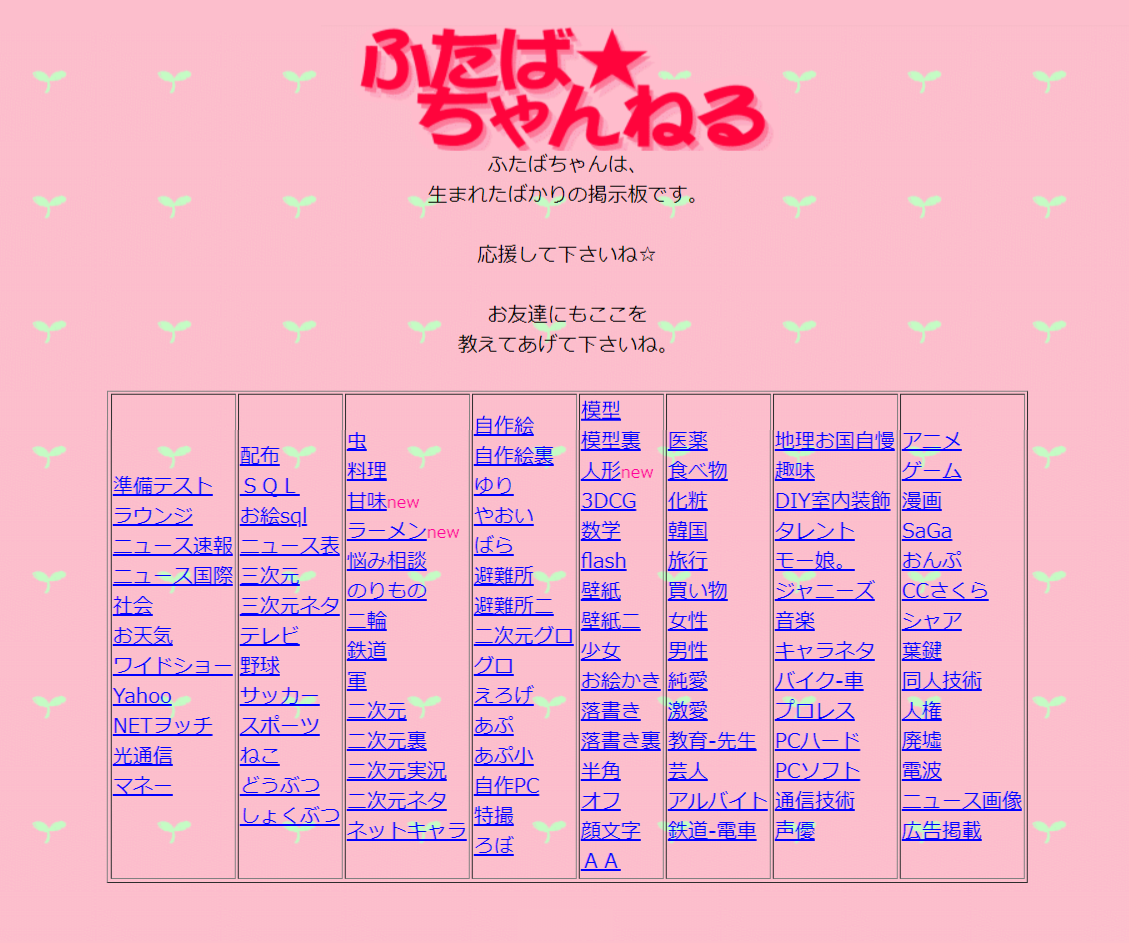
ふたば☆ちゃんねるは、2ちゃんねるの分派として2001年に開設された。

- 画像ちゃんねる - かつて存在した、日本語圏で最大規模の画像掲示板群。
- ふたば☆ちゃんねる - 日本語圏の老舗画像掲示板群。おたく系・アングラ系で活発。世界中の画像掲示板は、ふたばのスクリプトを流用している。
- 4chan - ふたば☆ちゃんねるの画像掲示板スクリプトを流用した、英語圏最大の掲示板群。
- 8chan（現・8kun） - 4chanから派生したアングラな掲示板
- Dvach - ロシア語の掲示板
- Einskanal - ドイツ語の掲示板。話題がアニメと日本の文化
- Krautchan（現・Kohlchan） - ドイツ語の掲示板
- 420chan（英語版） - 北欧の掲示板。大麻などのドラッグ・カルチャーが中心
- Hispachan - スペイン語の掲示板
- PTchan - ポルトガル語の掲示板
- Diochan - イタリアの掲示板
- 55chan - ブラジル最大の掲示板
- Karachan - ポーランドの掲示板
- Ylilauta - フィンランドの掲示板
- Wizardchan - メンヘラ童貞板
- Fchan - 世界最大規模のケモノ掲示板
- U-18Chan - アンダーグラウンドなケモノ掲示板

## 備考
こういった画像掲示板のうち、投稿者に著作権のある画像のみを受け付けるところは問題ないが、往々にしてテレビ放送のキャプチャー画像などが投稿される場合もある。欧米では、そういった2次著作物は著作権法の関係（いわゆるフェアユース）で通例的に認められている地域もあるが、日本ではそういった利用は法的に問題がある。
その一方で、盗撮など法的以前に道義的にも問題がある画像を扱う掲示板も存在したが、日本ではプロバイダ責任制限法施行以降にインターネットサービスプロバイダやレンタルサーバ提供業者から違法者の情報提供がされ、関係者が逮捕されるケースも出て下火となっていった。
なお、児童ポルノ関係も、かつては上の盗撮問題同様に画像掲示板上でマニア間による画像の交換が存在していた模様だが、児童ポルノに関する国際的な追求の結果、急速にその数を減らした。
ただ、電子掲示板に付き物の問題として、いわゆる荒らしなど、問題行動を起こすユーザーによって不快な画像を貼り付けるケースも発生しているが、こちらはやはり掲示板の常として、アクセス禁止などの措置によりサービスから締め出される利用者も見られる。